# Lollobrigida Girls
Lollobrigida girls, också kända som VIS Lollobrigida  eller Lollobrigida, är en kroatisk-slovensk musikgrupp som spelar electro-pop/synthpop. 

## Diskografi

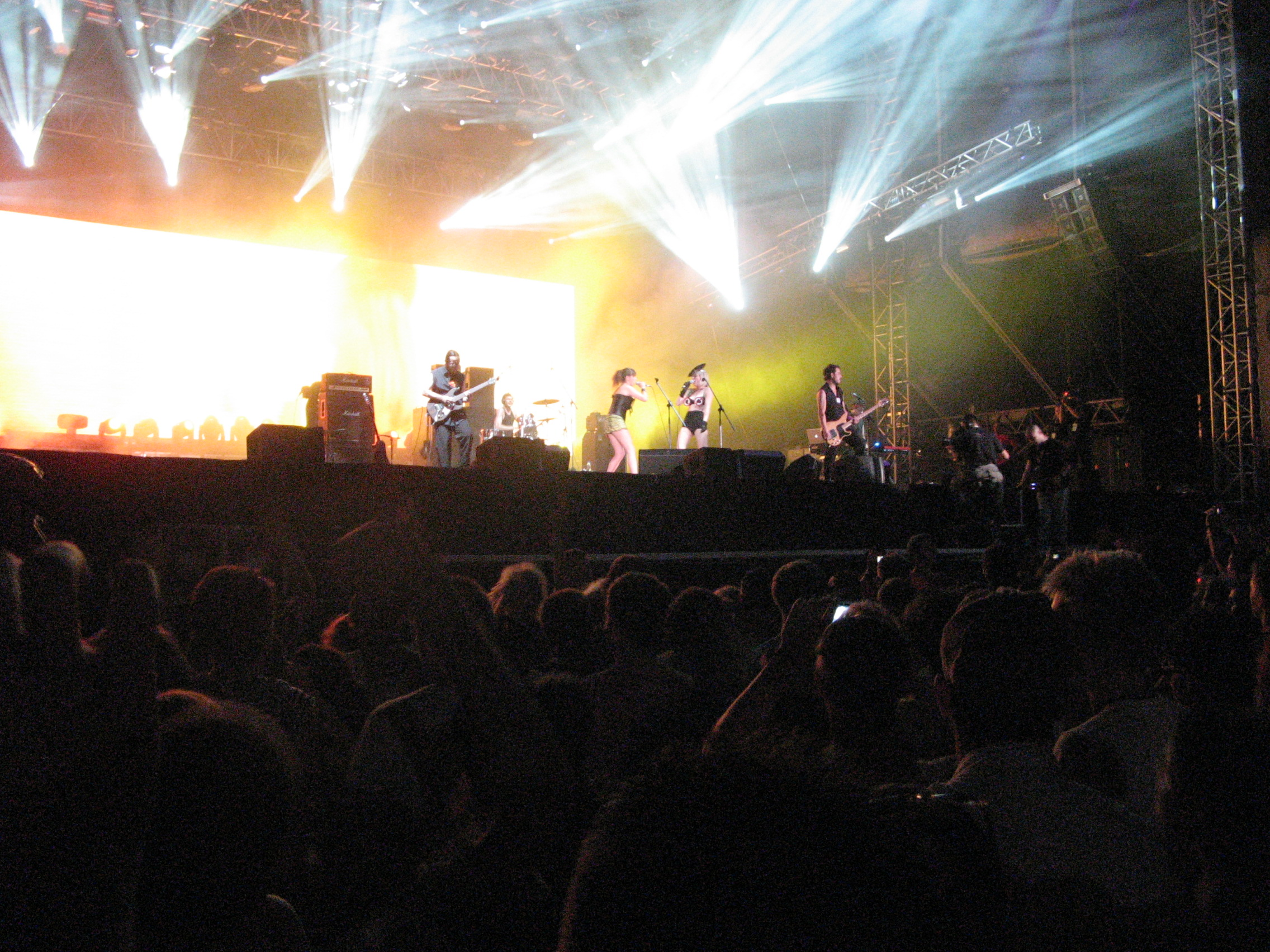
Band Lollobrigida uppträder vid stora scenen på EXIT (festival), 10 july 2010.

### Album
- Cartoon Explosion (2005.)
- Lollobrigida Inc. (2008.)

### Singlar
- Party (2004.)
- Nesretan Božić (2004.)
- Straight Edge (2005.)
- Bubblegum Boy (2005.)
- Ružna Djevojka (2005.)
- Moj decko je gej (2006.)
- Mrs.Right and Mr.Wrong (2008.)
- Volim te (2009.)
- Bivša cura (2010.)

### Videor
- Volim te Video Spot
- Moj decko je gej Video Spot

### Några artiklar och intervjuer i kroatisk media (på kroatiska)
- VIP portal
- Index portal
- DOP Magazin
- Interview in Glas Slavonije